# Clyde Lovellette
Clyde Edward Lovellette (Petersburg, 7 settembre 1929 – North Manchester, 9 marzo 2016) è stato un cestista statunitense, professionista nella NBA.

## Carriera
Venne selezionato dai Minneapolis Lakers al primo giro del Draft NBA 1952 (9ª scelta assoluta).
Con gli Stati Uniti disputò i Giochi olimpici di Helsinki 1952.
Con Quin Buckner, Anthony Davis, K.C Jones, Magic Johnson, Michael Jordan, Jerry Lucas e Bill Russell, è l'unico giocatore di pallacanestro statunitense ad annoverare nel proprio palmarès il titolo NCAA, l'oro olimpico ed un titolo NBA, essendo inoltre il primo del gruppo a riuscire a farlo.
Dal 1960 al 2020 è stato l'unico giocatore ad aver vinto un titolo NBA con le due franchigie più titolate della storia, ovvero i Los Angeles Lakers e i Boston Celtics, quando è stato raggiunto dal playmaker Rajon Rondo.

## Statistiche

### NBA

#### Regular Season
| Anno       | Squadra            | PG  | PT | MP   | TC%  | 3P% | TL%  | RP   | AP  | PRP | SP | PP   |
| ---------- | ------------------ | --- | -- | ---- | ---- | --- | ---- | ---- | --- | --- | -- | ---- |
| 1953-1954† | Minneapolis Lakers | 72  | -  | 17,4 | 42,3 | -   | 69,5 | 5,8  | 0,7 | -   | -  | 8,2  |
| 1954-1955  | Minneapolis Lakers | 70  | -  | 33,7 | 43,5 | -   | 68,6 | 11,5 | 1,4 | -   | -  | 18,7 |
| 1955-1956  | Minneapolis Lakers | 71  | -  | 35,5 | 43,4 | -   | 72,1 | 14,0 | 2,3 | -   | -  | 21,5 |
| 1956-1957  | Minneapolis Lakers | 69  | -  | 36,1 | 42,6 | -   | 71,7 | 13,5 | 2,0 | -   | -  | 20,8 |
| 1957-1958  | Cincinnati Royals  | 71  | -  | 36,5 | 44,1 | -   | 74,3 | 12,1 | 1,9 | -   | -  | 23,4 |
| 1958-1959  | St. Louis Hawks    | 70  | -  | 22,8 | 45,4 | -   | 82,0 | 8,6  | 1,3 | -   | -  | 14,4 |
| 1959-1960  | St. Louis Hawks    | 68  | -  | 28,7 | 46,8 | -   | 82,1 | 10,6 | 1,9 | -   | -  | 20,8 |
| 1960-1961  | St. Louis Hawks    | 67  | -  | 31,5 | 45,3 | -   | 83,0 | 10,1 | 2,6 | -   | -  | 22,0 |
| 1961-1962  | St. Louis Hawks    | 40  | -  | 29,8 | 47,1 | -   | 82,9 | 8,8  | 1,7 | -   | -  | 20,9 |
| 1962-1963† | Boston Celtics     | 61  | -  | 9,3  | 42,8 | -   | 74,5 | 2,9  | 0,4 | -   | -  | 6,5  |
| 1963-1964† | Boston Celtics     | 45  | -  | 9,7  | 42,0 | -   | 78,9 | 2,8  | 0,5 | -   | -  | 6,7  |
| Carriera   | Carriera           | 704 | -  | 27,1 | 44,3 | -   | 75,7 | 9,5  | 1,6 | -   | -  | 17,0 |

#### Playoffs
| Anno     | Squadra            | PG  | PT | MP   | TC%  | 3P% | TL%  | RP   | AP  | PRP | SP | PP   |
| -------- | ------------------ | --- | -- | ---- | ---- | --- | ---- | ---- | --- | --- | -- | ---- |
| 1954†    | Minneapolis Lakers | 13* | -  | 20,4 | 45,0 | -   | 48,3 | 9,7  | 0,5 | -   | -  | 10,5 |
| 1955     | Minneapolis Lakers | 7   | -  | 28,1 | 44,9 | -   | 72,5 | 9,1  | 0,4 | -   | -  | 16,7 |
| 1956     | Minneapolis Lakers | 3   | -  | 23,0 | 48,7 | -   | 59,4 | 8,3  | 2,0 | -   | -  | 19,0 |
| 1957     | Minneapolis Lakers | 5   | -  | 36,2 | 43,2 | -   | 73,1 | 9,4  | 2,2 | -   | -  | 24,2 |
| 1958     | Cincinnati Royals  | 2   | -  | 36,0 | 38,7 | -   | 64,3 | 10,5 | 0,5 | -   | -  | 16,5 |
| 1959     | St. Louis Hawks    | 6   | -  | 26,8 | 50,0 | -   | 78,6 | 9,8  | 1,3 | -   | -  | 15,3 |
| 1960     | St. Louis Hawks    | 14* | -  | 30,4 | 39,3 | -   | 82,4 | 10,8 | 2,8 | -   | -  | 17,6 |
| 1961     | St. Louis Hawks    | 8   | -  | 23,9 | 40,4 | -   | 66,0 | 6,5  | 1,4 | -   | -  | 15,4 |
| 1963†    | Boston Celtics     | 6   | -  | 6,7  | 26,9 | -   | 66,7 | 0,8  | 0,2 | -   | -  | 3,0  |
| 1964†    | Boston Celtics     | 5   | -  | 8,0  | 23,5 | -   | 100  | 1,4  | 0,4 | -   | -  | 4,0  |
| Carriera | Carriera           | 69  | -  | 23,8 | 41,6 | -   | 68,4 | 8,1  | 1,3 | -   | -  | 14,0 |

## Palmarès

### Club
- Campionato NCAA: 1

Kansas Jayhawks: 1952
- Campionato NIBL: 1

Phillips 66ers: 1953
- Campionato NBA: 3

Minneapolis Lakers: 1954
Boston Celtics: 1963, 1964

### Individuale

#### Hall of Fame
- Membro del Naismith Memorial Basketball Hall of Fame dal 1988

#### NBA
- All-NBA Second Team: 1

1956
- Partecipazioni all'All-Star Game: 4

1956, 1957, 1960, 1961

#### College
- NCAA AP All-America First Team: 2

1951, 1952
- NCAA AP All-America Third Team: 1

1950
- NCAA Basketball Tournament Most Outstanding Player: 1

1952